# SN 2002ju
SN 2002ju – supernowa typu Ia odkryta 2 grudnia 2002 roku w galaktyce A022011-0904. W momencie odkrycia miała maksymalną jasność 21,60m.